# موسى محمد الحرشان
موسى محمد الحرشان (بالإنجليزية: Musa Mohammed)‏ (6 يونيو 1991 - ) هو لاعب كرة قدم كيني في مركز الدفاع.

## روابط خارجية
- موسى محمد الحرشان على موقع قاعدة بيانات كرة القدم.إي يو (الإنجليزية)
- موسى محمد الحرشان على موقع ناشيونال فوتبول تيمز (الإنجليزية)
- موسى محمد الحرشان على موقع Soccerway.com (الإنجليزية)
- موسى محمد الحرشان على موقع عالم كرة القدم.نت (الإنجليزية)